# Petr Hamza ze Zábědovic

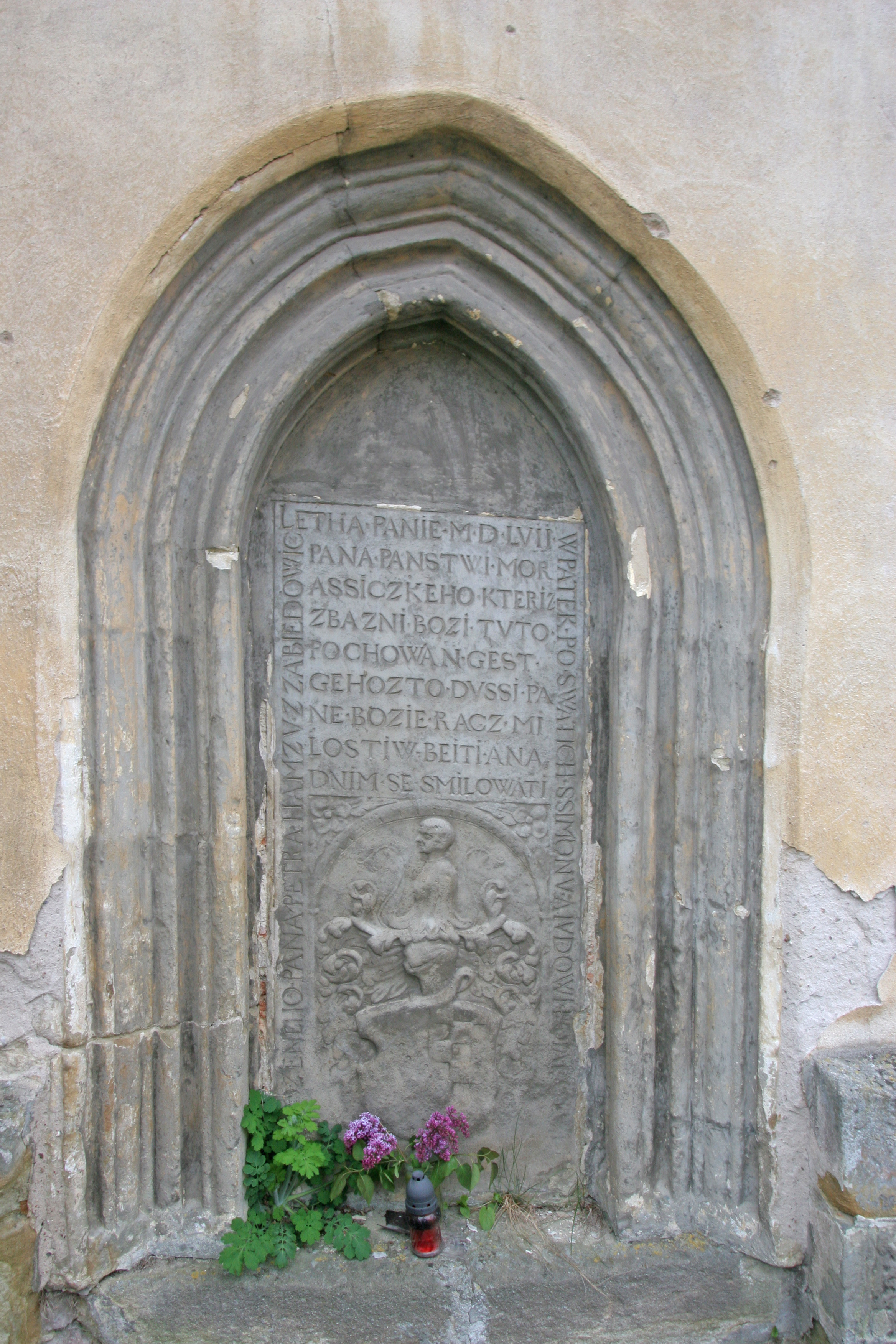
náhrobek Petra Hamzy ze Zábědovic v Morašicích

Petr Bořek Hamza ze Zábědovic (asi 1499? – 29. října 1557) pocházel ze starého českého rytířského rodu Hamzů ze Zábědovic, jenž měl společné předky s jinými východočeskými rody zvanými převážně příjmením Bořkové a užívajícími predikáty z Dohalic, Nové vsi, Hrádku, Miletínka a další.
Narodil se asi roku 1499 a v roce 1518 získal majetek, zděděný na Hradecku po svém otci Martinovi. V mládí nastoupil službu na opočenské panství k Trčkům z Lípy. Poté přechází k Mikuláši Štítnému ze Štítného v Morašicích na Chrudimsku, zde pracuje ve funkci hospodářského úředníka a získává přízeň u Mikuláše ze Štítného, poté se ožení s jedinou Mikulášovou dcerou Johankou. V roce 1550 Petr Hamza koupil od Hrocha Týneckého z Mezilesic tvrz v Hrochově Týnci s celým jejím příslušenstvím, ovšem bez městečka, které dál vlastnil Hroch. V témže roce zemřel Mikuláš Štítný ze Štítného a Petr Hamza získal kšaftem Morašice, kde poté vládl v letech 1550 až 1557 a vedl si zřejmě velmi dobře. V roce 1557 patřil Petr Bořek Hamza ze Zábědovic mezi nejzámožnější rytíře v kraji, panovníkem byl v letech 1554 a 1556 jmenován hejtmanem Chrudimského kraje za rytířský stav.
Nejvýraznější je jeho působení v letech 1550 až 1554, přesně od 28. října 1550, kdy nastoupil do nově zřízené funkce regenta českého dominia pánů z Pernštejna. V době Hamzova nástupu bylo již celé pardubické panství značně zadlužené a potřebovalo finančně uzdravit. Správce Petr Hamza měl udržovat nákladný život vrchnosti  mladých Pernštejnů v kladných číslech, což bylo velice obtížné. Docházelo i ke konfliktům mezi ním a dvořany na pardubickém zámku, kteří se obávali ohrožení dosavadního hmotného zajištění nebo i snížení společenské prestiže. K získání finančních prostředků ke splácení úroků a umoření půjček plánoval stavbu pivovaru v Chocni, která se však pro vysoké vstupní náklady nikdy nerealizovala.
Petr Hamza např. prosadil zákaz prodeje cizopanského piva, dováženého převážně z Hradce Králové. Poddaní měli zakázáno chodit do hospod patřících jiné vrchnosti. Zákaz platil po celém pernštejnském panství. Podobný zákaz platil i pro mletí obilí, které poddaní museli vozit pouze do mlýnů pod panskou správou.
I přes podstatnou redukci nákladů na provoz v celém českém pernštejnském dominiu a velkou snahu regenta Petra Hamzy ze Zábědovic se nepodařilo udržet hroutící se úvěrový systém pernštejnského panství. Neuspěl jednak v důsledku toho, že mladí Pernštejnové nebyli schopni podřídit se dohodnutým úsporným opatřením, tak i kvůli veliké zadluženosti pernštejnského majetku, jež již tak zdědili synové Jana z Pernštejna († 1548). Schopný a svědomitý hospodář Petr Hamza ze Zábědovic odešel asi v roce 1554 ze svěřené funkce na Morašice, kde umřel 29. října 1557. Náhrobní kámen Petra Hamzy ze Zábědovic se nalézá ve zdi kostela v Morašicích, zde je i náhrobek jeho syna Bořka († 8. prosince 1557) a dalších členů rodu Hamzů ze Zábědovic.

## Rodový erb
Polcený štít, pravá zlatá polovina, levá polovina v pěti řadách černo-zlatě šachovaná. Turnajský helm je bez koruny. Klenotem černá nahá panna – mouřenínka s vlasy v cop (vrkoč) spletenými, po pás vynikající, majíce ruce v bocích. Fafrnochy (přikryvadla) jsou černo-zlaté.